# Hardy (Vorname)
Hardy ist ein männlicher Vorname.

## Ursprung
Hardy ist eine Koseform von Namen, die entweder mit Hart- beginnen oder auf -hard enden. Zu den häufigen Namen, die als Hardy abgekürzt werden, gehört Hartmut, Eberhard, Erhard.

## Häufigkeit
Der Name Hardy wurde in Deutschland von 2006 bis 2018 ungefähr 400 Mal als erster Vorname vergeben.

## Namensträger
- Hardy Amies (1909–2003), britischer Modedesigner
- Hardy Åström (* 1951), schwedischer Eishockeytorwart
- Hardy Bouillon (* 1960), deutscher Wirtschaftsphilosoph
- Hardy Cross (1885–1959), US-amerikanischer Bauingenieur
- Hardy Cross Dillard (1902–1982), US-amerikanischer Jurist
- Hardy Crueger (* 1962), deutscher Schriftsteller
- Hardy Eisenstädter (* 1939), österreichischer Vielseitigkeitsreiter, Brigadier, Dolmetscher und Autor
- Hardy Fischötter (* 1961), deutscher Schlagzeuger
- Hardy Frenger (* 1922), deutscher Turner
- Hardy Fuß (* 1955), deutscher Politiker
- Hardy Gröger (* 1959), deutscher Radsportler
- Hardy Grüne (* 1962), deutscher Autor
- Hardy Güssau (* 1962), deutscher Politiker
- Hardy Halama (* 1963), deutscher Schauspieler und Regisseur
- Hardy Holte (* 1957), deutscher Autor und Psychologe
- Hardy Kayser (* 1962), deutscher Musiker
- Hardy Krüger, (1928–2022), deutscher Schauspieler
- Hardy Krüger junior (* 1968), deutscher Schauspieler
- Hardy Lux (1971–2025), deutscher Politiker
- Hardy Myers (1939–2016), US-amerikanischer Jurist und Politiker
- Hardy Nilsson (* 1947), schwedischer Eishockeyspieler und Trainer
- Hardy Pfanz (* 1956), deutscher Botaniker
- Hardy Rawls (* 1952), US-amerikanischer Schauspieler
- Hardy Rodenstock (1941–2018), Künstlermanager, Musikverleger und Weinhändler
- Hardy Schwetter (* 1971), deutscher Musiker und Schauspieler
- Hardy Strickland (1818–1884), US-amerikanischer Politiker
- Hardy Tasso (* 1950), deutscher Schauspieler und Autor
- Hardy Wagner (* 1932), deutscher Wirtschafts- und Sozialwissenschaftler
- Hardy Worm (1896–1973), deutscher Journalist und Satiriker